# Кишинська сільська рада
Кишинська сільська рада — колишня адміністративно-територіальна одиниця та орган місцевого самоврядування у Олевському районі Коростенської і Волинської округ, Київської й Житомирської областей Української РСР та України з адміністративним центром у с. Кишин.

## Населені пункти
Сільській раді підпорядковувались населені пункти:
- с. Кишин
- с. Болярка
- с. Забороче
- с-ще Лугове

## Населення
Кількість населення ради, станом на 1923 рік, становила 1 667 осіб, кількість дворів — 318.
Відповідно до результатів перепису населення СРСР, кількість населення ради, станом на 12 січня 1989 року, становила 2 445 осіб.
Станом на 5 грудня 2001 року, відповідно до перепису населення України, кількість мешканців сільської ради становила 2 306 осіб.

### Мова
Розподіл населення за рідною мовою за даними перепису 2001 року:
| Мова       | Відсоток |
| ---------- | -------- |
| українська | 99,57 %  |
| російська  | 0,39 %   |

## Склад ради
Рада складається з 16 депутатів та голови.

### Керівний склад сільської ради
| ПІБ                          | Основні відомості                                                               | Дата обрання | Дата звільнення |
| ---------------------------- | ------------------------------------------------------------------------------- | ------------ | --------------- |
| Павленко Валентин Гаврилович | Сільський голова, 1957 року народження, освіта, безпартійний                    | 26.03.2006   | 31.10.2010      |
| Макарчук Олексій Олексійович | Сільський голова, 1957 року народження, освіта середня спеціальна, безпартійний | 31.10.2010   |                 |

Примітка: таблиця складена за даними джерела

## Історія
Створена 1923 року в с. Кишин Олевської волості Овруцького повіту Волинської губернії. 7 березня 1923 року включена до складу новоствореного Олевського району Коростенської округи. Станом на 17 грудня 1926 року в підпорядкуванні ради числяться хутори Близниче, Гераське, Глуха, Дакалів, Дворище, Заборочче (Забороче), Злосин, Лужки, Трибухинець (згодом — Лугове) та контора Радовельського лісництва. На 1 жовтня 1941 року хутори Близниче, Гераське, Глуха, Дакалів, Дворище, Злосин та Лужки не перебувають на обліку населених пунктів.
Станом на 1 вересня 1946 року сільська рада входила до складу Олевського району Житомирської області, на обліку в раді перебували села Забороче й Кишин.
2 вересня 1954 року, відповідно до рішення Житомирського облвиконкому № 1087 «Про перечислення населених пунктів в межах районів Житомирської області», до складу ради передане с. Болярка Радовельської сільської ради Олевського району. 27 червня 1969 року офіційно взяте на облік селище Лугове.
На 1 січня 1972 року сільська рада входила до складу Олевського району Житомирської області, на обліку в раді перебували села Болярка, Забороче, Кишин та сел. Лугове.
Припинила існування 17 січня 2017 року в зв'язку з об'єднанням до складу Олевської міської територіальної громади Олевського району Житомирської області.